# Mako Hit List
Mako Hit List è la classifica musicale ufficiale di Israele, pubblicata a cadenza settimanale a partire dal 4 aprile 2023 sul portale d'informazione Mako.
La hit parade riporta i cento brani più riprodotti sulle piattaforme di streaming in Israele dal martedì al lunedì di ogni settimana. Vengono considerati gli ascolti su Spotify e Apple Music e le riproduzioni video su YouTube e TikTok.
Il primo brano a raggiungere la vetta della Mako Hit List è stato Unicorn di Noa Kirel, rappresentante nazionale all'Eurovision Song Contest 2023.